# منتخب سوريا لكأس ديفيز
منتخب سوريا لكأس ديفيز هو ممثل سوريا الرسمي في كرة المضرب في كأس ديفيز.